# Ninjabread Man
Ninjabread Man es un videojuego de plataformas desarrollado por Data Design Interactive. El juego fue lanzado para PlayStation 2 y Microsoft Windows en Europa en julio de 2005. En septiembre de 2007 se lanzó un puerto para Wii en Europa y Australia, y el 3 de octubre en Norteamérica. Ninjabread Man fue publicado como parte de la marca de juegos de Wii 'Popcorn Arcade' de Data Design Interactive.
Ninjabread Man recibió críticas universalmente negativas de los críticos, siendo muy criticado por sus controles, sistema de cámara, gráficos, historia y corta duración.

## Jugabilidad
Ninjabread Man es un juego de plataformas de acción y aventuras. Hay tres niveles en el juego, más un nivel de tutorial. Para pasar al siguiente nivel, los jugadores deben recolectar ocho barras de energía para activar un teletransportador. Ninjabread Man puede atacar a los enemigos directamente con una espada samurái agitando el mando de Wii, así como lanzar shurikens desde la distancia utilizando la función de infrarrojos del mando de Wii para apuntar. Cuando el jugador completa un nivel y lo vuelve a jugar, aparece un menú con un segundo modo disponible, "Recolección de puntajes". Si el nivel se completa de nuevo en este modo, el jugador desbloqueará el modo 'Contrarreloj'. La finalización de este modo desbloquea los 'objetosocultas'. modo alternativo.

## Recepción
Ninjabread Man recibió críticas universalmente negativas tras su lanzamiento. La versión para PlayStation 2 del juego tiene una calificación promedio del 31% en GameRankings, mientras que la versión para Wii tiene un promedio del 17.5%. En Metacritic, la versión de Wii del juego tiene una puntuación media de 20/100, según 6 reseñas. La versión para PC del juego no fue revisada por ninguna publicación importante.
IGN le dio a la versión de Wii una puntuación de 1.5/10, mencionando que "Tiene errores, a menudo está completamente roto, de alguna manera se las arregla para tener problemas de marco en niveles diminutos y es completamente despiadado si (y cuando) los jugadores más jóvenes pierden una vida". Thunderbolt le dio 1/10, criticando la duración del juego y el uso poco imaginativo del personaje como fallas clave.

## Secuela cancelada
A pesar de la recepción negativa del primer juego, el 23 de enero de 2008, se anunció una secuela titulada Ninjabread Man II: Blades of Fury. No se había emitido mucha información ni una fecha de lanzamiento, pero se había revelado que Data Design había creado un sitio web pidiendo a los fanáticos del juego que dieran ideas para la secuela. Es probable que la secuela nunca se desarrolle debido a que Data Design cesó sus operaciones en 2009. El 24 de agosto de 2012, Data Design cerró, por lo que es poco probable que ocurra una secuela directa.